# Matatiele
Matatiele è un centro abitato del Sudafrica, situato nella provincia del Capo Orientale.